# Venne (hessisches Adelsgeschlecht)
Venne ist der Name eines vom 13. bis ins frühe 15. Jahrhundert in Nordhessen ansässigen ritterbürtigen Adelsgeschlechts.
Die Familie ist zu unterscheiden von den rheinländischen Venne und den niederländisch-bayerischen Venne.

## Geschichte
Das nordhessische Geschlecht Venne ist 1266 erstmals urkundlich fassbar und zu seiner Geschichte sind nur wenige Einzelheiten übermittelt. Es verarmte im Laufe der Zeit, verlor seine Bedeutung und erlosch in der männlichen Linie um die Wende vom 14. zum 15. Jahrhundert.
Seinen Stammsitz hatte es wahrscheinlich in Rittervenne, einem im frühen 15. Jahrhundert wüst gefallenen Ort in der heutigen Gemarkung von Gudensberg im Schwalm-Eder-Kreis. Der Ort, in dem die Herren von Venne auch die Ortsgerichtsbarkeit ausübten, ist erstmals um 1209 verbürgt, als „Reithvenne“ im Zehntenverzeichnis des Fritzlarer St. Petri-Stifts erwähnt wird.

## Zeittafel und Mitglieder

### 13. Jahrhundert
- Im Jahre 1266 ist Gunthard von Venne Zeuge auf einer Urkunde des Klosters Haina.[5]
- Im Juli 1272 bestimmte Landgraf Heinrich I. von Hessen anlässlich eines mit Mainz geschlossenen Landfriedens die beiden Ritter Gunthard von Venne und Eckhard von Felsberg zu Landfriedensrichtern in Niederhessen.[6]
- Die Herren von Venne hatten bis 1280 Pfandbesitz und noch 1315 Eigenbesitz in Ort Oberndorf bei Geismar, aber 1280 verzichteten Eckhard von Venne und seine Brüder auf ihre Ansprüche auf zwei Hufen in Oberndorf, die ihnen vom Kloster Breitenau verpfändet worden waren.[7]
- 1281 war Gunthard von Venne Zeuge in einer Urkunde des Klosters Hasungen.[8]
- Am 31. Dezember 1283 war Gunthard von Venne einer der Zeugen auf einer Eigentumsübertragungsurkunde der Brüder Theoderich und Conrad von Elben an das Kloster Weißenstein.[9]
- 1299 ist Jutta von Venne als Nonne im Kloster Ahnaberg bekundet.[10]

### 14. Jahrhundert
- Im Jahre 1303 verkauften die von Venne dem Kloster Merxhausen eine Hufe in Gleichen.[11]
- 1309 verkaufte Eberhard von Venne, mit Zustimmung seines Sohns Johannes, zwei namentlich nicht genannter Töchter und seines Vetters namens Heinrich von Venne, dem Augustinerinnenkloster Fritzlar seine Rechte am Zehnten und sonstigen Besitz und Rechte in Berningshausen.[12][13]
- Im Jahre 1314 sind Johann von Venne (Vennehe) und seine Kinder Johann und Irmgard als Grundeigentümer in Rittervenne beurkundet.[14]
- Hermann von Grone, Kantor des St.-Petri-Stifts zu Fritzlar, kaufte 1314 von Gunther von Venne und dessen Ehefrau und auch von Johann von Venne deren Güter in Unseligendissen.
- 1323 verkaufte Johann von Venne dem Kloster Hasungen seine Güter zu Niedernhausen (Husen inferior).
- Der Knappe Gunthard von Venne verzichtete 1325 gegenüber dem Kloster Hardehausen auf Ansprüche an Gütern zu Gleichen.[15]
- Aus einer im April 1329 gefertigten Urkunde des Klosters Hasungen geht hervor, dass ein Sohn des Johann von Venne namens Heidenrich, der als Zeuge auf der Urkunde erscheint, dem Kloster einen halben Hof in Wichdorf verkauft hatte.[16]
- 1335 verkauften die Brüder Heinrich und Konrad von Venne dem Kloster Breitenau ihren Erbhof in Wolferode an den Abt und den Konvent des Klosters Breitenau. Die Zustimmung ihres Vaters Gunther von Venne stand noch aus, und sollte diese ausbleiben, würde der Verkauf erst nach dem Tode des Vaters verwirklicht. Die Kaufsumme von 50 Mark reinen Silbers war an die Stadt Fritzlar zu zahlen, offensichtlich um dortige Schulden zu begleichen.[17]
- 1369 ist Gunthard von Venne einer der Zeugen auf der Urkunde, mit der Zweck und Betrieb des 1365 gestifteten Gudensberger Siechenhauses und seine und des dortigen Pfarrers Ausstattung mit Gütern und Einkünften festgelegt wurden.[18]
- 1373 wies Gunthart von Venne dem Landgrafen Heinrich II. eine Gülte zu Wehren an.[19]
- 1375 verkauften der Knappe Gunthard von Venne und sein Sohn Gunthard ihren Hof zu Dorla mit Zustimmung des Lehnsherren, des Grafen Gottfried VIII. von Ziegenhain, an einen Gudensberger Bürger.[20]
- 1383 verkaufte Eckhard von Venne sein Gut in Mutslar dem Kloster Merxhausen.[21]
- 1387 ist Gunthard von Venne als Schultheiß zu Gudensberg bekundet.[22]
- Die letzte bekannte Beurkundung eines Mitglieds des Geschlechts erfolgte 1425, als Else (auch Ilse) von Venne als Priorin des Klosters Weißenstein bei Kassel erscheint.[23]